# Lợn lòi Pecari
Lợn lòi Pecari hay lợn Peccary (còn gọi là javelina hay lợn hôi) (tiếng Anh: peccary, javelina, skunk pig; tiếng Bồ Đào Nha: javali; tiếng Tây Ban Nha: jabalí, sajino hoặc pecarí) là một loài động vật có vú có kích thước trung bình thuộc họ Tayassuidae (lợn Tân Thế Giới). Chúng được tìm thấy trên khắp Trung Mỹ, Nam Mỹ, và ở khu vực phía tây nam của Bắc Mỹ. Chúng thường có chiều dài từ 90 đến 130 cm và một cá thể trưởng thành thường nặng khoảng 20 đến 40 kg. Từ "lợn lòi Pecari" có nguồn gốc từ pakira hay paquira trong tiếng Dari.
Chúng thường bị nhầm lẫn với các loài trong Họ Lợn (Suidae) có nguồn gốc từ lục địa Á-Âu-Phi, đặc biệt là kể từ khi một lượng đáng kể lợn nhà được những người di cư châu Âu đem tới châu Mỹ đã trốn thoát, và con cháu của chúng hiện nay đang sống ngoài hoang dã tại nhiều nơi ở Hoa Kỳ.
Ở nhiều nước, lợn lòi Pecari được nuôi ở các trang trại và là một nguồn thực phẩm cho cộng đồng địa phương, đặc biệt là ở các nước đang phát triển . Da của chúng vừa có độ cứng nhất định lại vừa mềm và dẻo, được công nhận như là nguyên liệu lý tưởng cho sản xuất găng tay da.

## Phân loại

### Các chi và loài còn tồn tại
- Chi Tayassu

- Lợn peccary Gran Chaco (Catagonus wagneri)

- Chi Tayassu
  - Lợn peccary môi trắng (Tayassu pecari)
- Chi Pecari
  - Lợn peccary khoang cổ (Pecari tajacu)

## Hình ảnh

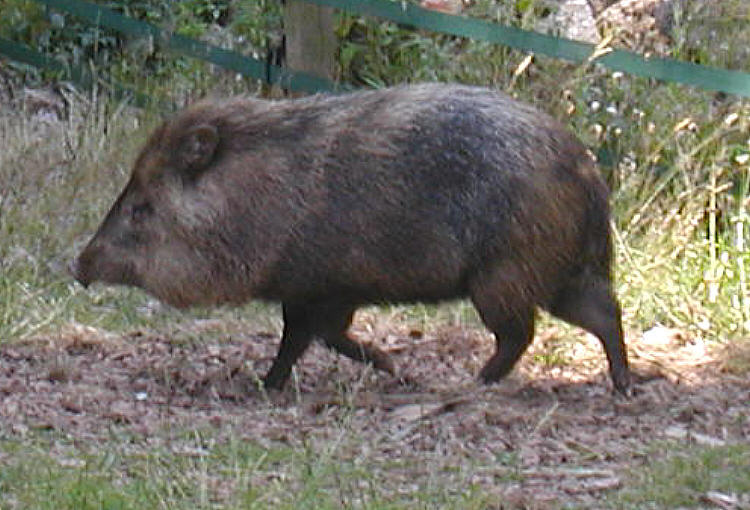
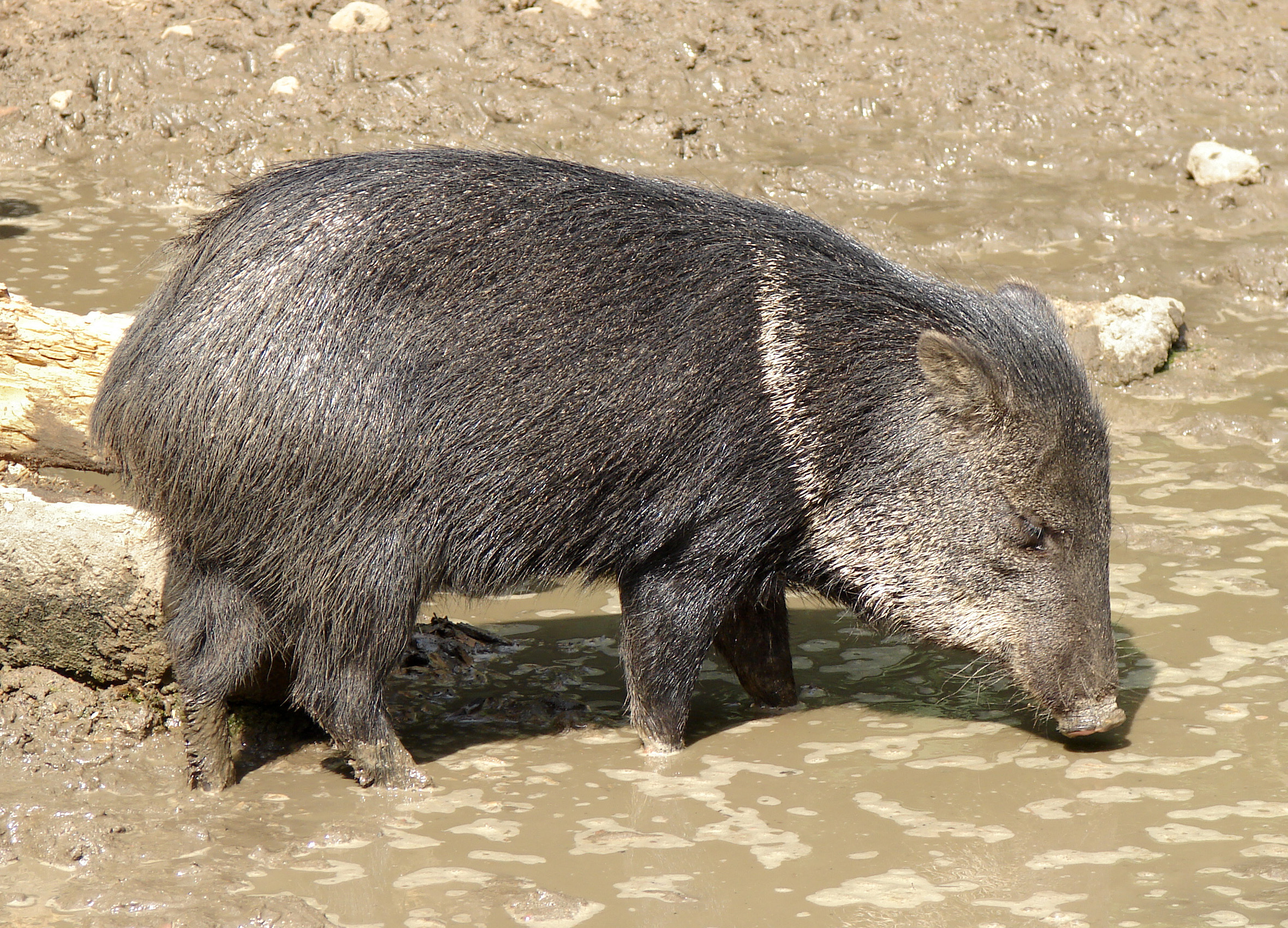
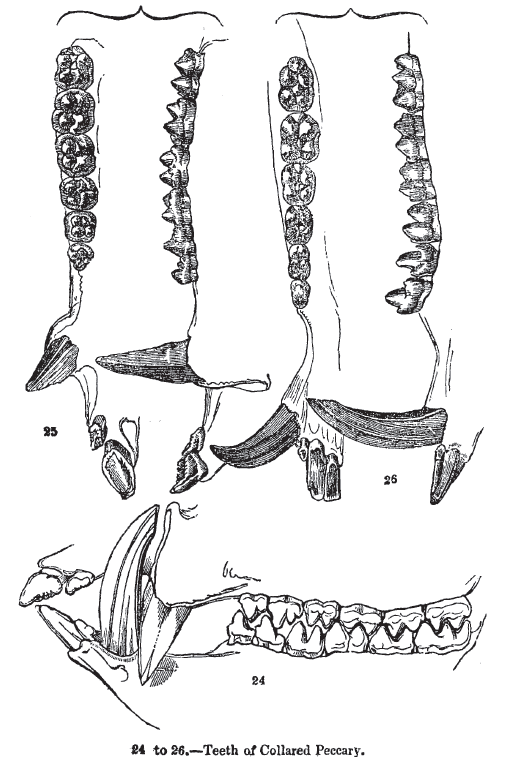

### Các chi và loài đã tuyệt chủng
- †Aptenohyus
- †Cynorca
- †Egatochoerus
- †Floridachoerus
- †Macrogenis
- †Mckennahyus
- †Mylohyus
- †Platygonus
- †Prochoerus
- †Prosthennops
- †Simojovelhyus[2]
- †Skinnerhyus
- †Thinohyus
- †Woodburnehyus